# 7366 Аґата
7366 Аґа́та (1996 UY, 1973 QF2, 1979 UX4, 1979 WN6, 1987 DL5, 1990 SC29, 1990 SS26, 1990 SX2, 7366 Agata) — астероїд головного поясу, відкритий 20 жовтня 1996 року.
Тіссеранів параметр щодо Юпітера — 3,183.